# スーパーマリオクラブ (テレビ番組)
『スーパーマリオクラブ』（SUPER MARIO CLUB）とは、テレビ東京系列で1990年10月4日から1993年9月30日まで毎週木曜日18:00 - 18:30に放送していたゲーム関連番組である。当番組から『Mr.マリック魔法の時間』までの約12年間、任天堂の一社提供であった。

## コーナー
主に4つのコーナーから形成される。

### お姫様にアタック
4人の中学生以下の男子がお姫様役の1人の美女（毎週異なる。以下「お姫様」）に告白する権利をとるため、3つのゲームに挑戦した。決勝戦では番組開始約1ヵ月後に発売されたスーパーファミコン用ソフトで、得点の競い合いをしていた。なお、お姫様を担当した1人が後に芸能界に入った実績がある。アタックタイムでは、優勝した1人の男子が階段を登って、お姫様に宝物を渡すと、大量の紙吹雪が舞い、お姫様の髪の毛や洋服に紙吹雪を飾って、1人の男子とお姫様が一緒に座る。なお、お姫様が「ごめんなさい」と言い、宝物を渡せなかった場合はスタッフからひもスプレーをかけられ、お姫様の所から階段から降りて司会者の所へ戻った。

### スーパーマリオバトル
「お姫様にアタック」の後継コーナーで、4人の解答者（中学生以下の男女）がテレビゲームに関する問題で戦うクイズコーナー。
システムは、かつてフジテレビで放送された『クイズグランプリ』の形式を基にしている。アクション、RPG、シューティング、ノンセクション→後にアクションシューティング、RPG、スポーツ、ノンセクションの4種類のジャンルの問題が各4問（10点・20点・30点・40点、計16問 ）ありその中から選ばれた1問を出題、解答者は早押しで答える。
正解なら、その問題の得点及び次の問題の選択権を獲得。誤答はその得点だけマイナスされ、更に3回誤答で失格となり、犯した解答者はお面を被される。シンキングタイムの間に誰も押さなかった場合は、ブザーが鳴り次の問題に移る（その場合、次の問題を選ぶ権利は司会の渡辺に指名された挑戦者に与えられる）。
パネルの中には「チャンスカード（マリオが描かれている）」と「デビルカード（クッパが描かれている）」が隠されている。チャンスカードを引くとその問題に限り引いた本人のみに対して出題され、更に正解した際に獲得できる点数も2倍になっている。デビルカードを引くと、無条件でその問題の点数だけマイナスされる。
当初は予選クイズ・決勝スーパーマリオワールド対決の2部構成であったが、後にクイズのみで勝敗を決めた。優勝者は、スーパーファミコンとリストに載っているゲームソフトの中から好きな1本が賞品として貰えた。

### ファミコンスペシャルクイズ
「スーパーマリオバトル」の後継コーナー。後述のゲーム対決「スターにアタック!」に出場できる挑戦者を決めるクイズであり、4組の出場者（中学生以下の男女）が戦った。
問題はすべて早押し。但しお手つき・誤答3回で失格となるルールだったスーパーマリオバトルと異なり、1問につき解答権は1人1回のみでお手つき・間違いはその問題の解答権を失うのみ。なお、正解するとマリオ人形を1個獲得できる。スーパーマリオバトルよりも出題されるクイズの数は少なかった。
最終的に1番多くのマリオ人形を獲得した挑戦者が、「スターにアタック!」の挑戦権を獲得する。

### マリオクイズレーシング
「ファミコンスペシャルクイズ」の後継コーナー。当時発売された『スーパーマリオカート』をモチーフにしたクイズで、4組のペア（中学生以下の男女）が戦った。
ファミコンスペシャルクイズの時と同様に問題は全て早押し。ただし、テレビゲーム問題限定だった「スーパーマリオバトル」や「ファミコンスペシャルクイズ」とは異なり映像問題やアニメ漫画問題も出題される。
正解したペアは16枚のパネル（縦列A〜D・横列1〜4）の中から1枚をめくり、出てきた数字の数だけカートの進行状況を示すランプが点灯する（初回時には、クッパが紛れ込んでおり、それをめくると0となっていた）。
最初に10マス進むか時間内に最も多く進んだペアが優勝。優勝ペアの2人はそれぞれ、リストに載っているゲームソフトの中から好きな1本が賞品として貰えた。

### 全国売り上げベスト10
ある特定の地域のファミコンのランキングを紹介。週に1〜2本そのご当地で流行っているソフトがあり、そのうち1本が何故流行っているのか調査する。

### 質問はがきに応えるコーナー
コーナータイトルは「ファミコン相談室」または「今週の一押しソフト」、のちに「ファミコン情報室」。
ファミコンに関する質問のはがきから実際に操作して回答する。
番組開始半年後、新作ソフトの紹介をしたコーナーが上記コーナーと交互に放送される。

### スターチャレンジ
タレントがゲームを行うコーナー。月ごとの課題（初期は『スーパーマリオワールド』のコースを1分間）をプレイし、その得点を月ごとのゲストで競った。最初の週はゲストを呼ばず、その月の課題とゲスト紹介および結果予想だけを行った（後に廃止）。

### スターにアタック!
その週のゲストが視聴者（「ファミコンスペシャルクイズ」ないしは「マリオクイズレーシング」の優勝者）と戦うゲーム対決コーナー。勝者にはゴールデンマリオ像が贈られた。
一時期は「スターチャレンジDX」というタイトルで放送されていた。

### 全国対抗 勝ち抜き王者決定戦
『ドクターマリオ』（後に『ヨッシーのたまご』、『スーパーマリオカート』、『ヨッシーのクッキー』、『スーパースコープ6』）で毎週勝ち抜き戦を行った。毎週挑戦者の地域と住まい、ゲーム部屋がプロフィールとして紹介される（高校野球のような感じでBGMも「栄冠は君に輝く』のパロディ）。5週勝ち抜き（途中から3週勝ち抜きに変更）で殿堂入りする。中でも『スーパーマリオカート』では、スタートダッシュミスで強制リタイアした挑戦者がいた。なお、一時期「スーパーファミコングランプリ」など違うタイトルで放送されていた時期がある。
その後『スーパーマリオスタジアム』と題名を変えてリニューアルする。

## 特別企画
スペシャルなどで「スーパーファミコン近代三種」が何度か行われた。これは『スーパーマリオワールド』、『F-ZERO』、『パイロットウイングス』を収録した特別な競技用ソフトを使用してその合計得点を競うものである。90分スペシャルでは全国大会から日本一を決定したことがあり、後日全米チャンピオンと対戦する模様も放送された。
スペシャル版を放送したのは1992年10月だけである。

## ネット局
| 放送対象地域   | 放送局         | 系列           | 放送時間           | ネット状況 | 脚注            |
| -------------- | -------------- | -------------- | ------------------ | ---------- | --------------- |
| 関東広域圏     | テレビ東京     | テレビ東京系列 | 木曜 18:00 - 18:30 | 制作局     |                 |
| 北海道         | テレビ北海道   | テレビ東京系列 | 木曜 18:00 - 18:30 | 同時ネット |                 |
| 愛知県         | テレビ愛知     | テレビ東京系列 | 木曜 18:00 - 18:30 | 同時ネット |                 |
| 大阪府         | テレビ大阪     | テレビ東京系列 | 木曜 18:00 - 18:30 | 同時ネット |                 |
| 岡山県・香川県 | テレビせとうち | テレビ東京系列 | 木曜 18:00 - 18:30 | 同時ネット |                 |
| 福岡県         | TXN九州        | テレビ東京系列 | 木曜 18:00 - 18:30 | 同時ネット | 現：TVQ九州放送 |
| 福島県         | 福島中央テレビ | 日本テレビ系列 | 金曜 17:30 - 18:00 | 遅れネット | [ 3 ]           |

この他、時間帯は不明だが近畿放送（KBS京都）でも放送されていた（任天堂が京都市の企業であるため。本番組以降の任天堂一社提供番組は全てKBS京都でも放送された）。

## 司会
- 渡辺徹
- 本田理沙（1990年10月スタートから1993年3月まで） → 加藤紀子（1993年4月から最終回まで）

## スタッフ
- ナレーター：伊津野亮【前期】→大森章督【後期】
- 構成：司透
- ブレーン：大野勝彦、冴木守
- TD：須田庫次【前期】→伊藤輝雄【後期】
- カメラ：粕谷弘樹【前期】→飯国忠夫【後期】
- VE：松岡豊【前期】→鈴木隆【後期】
- 照明：佐々木寛行【前期】→大郷智広【後期】
- 音声：門間克人【前期】→平野良司【後期】
- 音効：長谷川龍【前期】（NOISE）→大庭弘之（NOISE）
- 美術：渡辺勝
- セットデザイン：廣田徳弘
- タイトル：木村敬治
- TK：草薙結喜子【前期】→有沢京子【後期】
- 編集：高藤雅志（4DS）【前期】→嶋野淳子（OMNIBUS JAPAN）【後期】
- MA：下野真理（4DS）【前期】→轉石裕治（OMNIBUS JAPAN）【後期】
- 取材ディレクター
  - 【前期】本岡豊基、寺澤英浩
  - 【後期】木村太郎、黒木富之
- 演出
  - 【前期】高井孝平、角田信夫
  - 【後期】高井孝平、大胡賢次、高林昭裕
- プロデューサー：伊藤成人（テレビ東京）／前田利博【前期】（マックスコム）→須藤哲平【中期】（マックスコム）→横田洸一、高井孝平【後期】（マックスコム）
- 技術協力：浜町スタジオ、日本EJシステム【前期】、タワーテレビ【後期】
- 美術協力：ウッドオフィス
- 製作：テレビ東京、マックスコム

## 歴代テーマ曲

### オープニング
- Fire-Crackres『永遠にBoys&Girls』（タイトルコールはジェナ・ドナリーが担い、「Nintendo Presents」と英語発音で読み上げていた。かつてはテレビ北海道でも1991年頃の放送開始前のテストパターンでもこの曲が流れたことがある）
- シャ乱Q『友達はいますか』（後述の復活番組でもこのOPの一部が映された）

### エンディング
- Fire-Crackers『おしゃべりDanceはいかが?』（番組開始当初は1コーラス分まで流れ、任天堂のスーパーファミコンゲームをバックにしてFire-Crackersが衣装を纏って歌う映像が使われていた。ジェナ・ドナリーによる最後の歌詞部分の「See you again」で終わる）
- GALBO『さがしているの』
- 辺見えみり『きれいになろうよ』
- 加藤紀子『思いきり泣いていい』

## 復活!スーパーマリオクラブ
2010年12月25日 16:00 - 17:15に『スーパーマリオブラザーズ』25周年を記念した特別番組『復活!スーパーマリオクラブ』が、テレビ東京系列で約17年振りに放送された。『スーパーマリオクラブ』は同年で放送開始から20周年を迎えた。
司会は番組終了時と同様に渡辺徹と加藤紀子が務め、収録も当時と同じスタジオで行なわれた。この時も任天堂の一社提供であり、また『マリオスクール』までに出演したことのあるタレントも出演した。
出演者がゲーム（『Wii Sports Resort』や『マリオカートWii』など）やクイズで勝ち抜き戦をするコーナーがメインに、かつて出演したタレントがメッセージを寄せたVTRなどが放送された。

### 出演者
- アシスタント
  - 原田まりる
- ゲスト
  - アリtoキリギリス
  - 浅香唯
  - スピードワゴン
  - 桜庭和志 - プロレスラー。
  - NOBUO - マリオカート名人。
- VTR出演のゲスト
  - 爆笑問題 - かつて『スーパーマリオスタジアム』で巨大なスーパーファミコンコントローラを抱え、お宅訪問するロケを担当していた。
  - オセロ - 『64マリオスタジアム』でゲスト解答者として出演していた。
  - TKO - 『64マリオスタジアム』でゲスト解答者として出演していた。
  - 平野綾 - 声優。『マリオスクール』では当時子役であり、生徒役として出演をしていた。
  - 土田晃之 - 『64マリオスタジアム』でゲスト解答者として出演していた。
  - あさりど - かつて『64マリオスタジアム』の『大乱闘スマッシュブラザーズ』の出張対決コーナーを担当していた。今回は『大乱闘スマッシュブラザーズX』で対戦した。
  - 山里亮太（南海キャンディーズ） - あさりどと『スマブラX』で対戦した。
- ナレーター
  - 宮坂俊蔵

### スタッフ
- 構成：外山信行
- ブレーン：守木吾郎、五十嵐良太
- TD：小谷文人
- CAM：池田浩之
- VE：山本豪雄
- LD：長治憲明
- 音声：下田由紀、光山由貴子
- 音効：大庭弘之
- VTR：杉山博紀
- 美術：廣田徳弘
- 編集：久田宗里
- MA：浜田直樹
- ヘアメイク：ビーサイド
- 技術協力：テクノマックス、4DS、アイエヌジー
- 協力：ニンテンドードリーム、マックスコム
- デスク：吉崎智子
- FD：日比野高士、谷澤諒
- ディレクター：黒木富之、永田雅之、大澤嘉工
- 演出：李憲彦、高林昭裕
- AP：河村圭子
- プロデューサー：岩田牧子（テレビ東京）、犬伏逸朗
- 企画：藤田達郎、檜前浩平
- 制作協力：クリエイティブBe
- 製作：テレビ東京、電通

## その他
司会者だった渡辺徹が2022年11月28日に死去したことを受け、Twitter上では本番組を懐かしむとともに渡辺を偲ぶ声が多くあがった。また提供を務めた任天堂からも、「渡辺徹様には（中略）ゲームの魅力を持ち前のユーモアを交えてお伝えいただきました」「視聴者の皆様に広げていただいた笑顔は、私たちも含めて大切な思い出になっています」と、追悼を述べられた。